# 七年級生 (電視劇)
《七年級生》，由台灣TVBS製作的一齣偶像劇集，被不少人喻為台灣版《極道鮮師》，主要演員有林熙蕾、林依晨、賀軍翔、锺欣愉、張睿家等。

## 簡介
因隊員驕怠，景文啦啦隊的教練於比賽前一個月辭職，只好有體育老師劉鳴頂上，訓練啦啦隊員們。但是他們根本不服從劉鳴的指導，最後輕敵應戰，因而失敗。景文校長為了可以重振啦啦隊，茲請郝靜來出任啦啦隊教練。不服氣吳雅莉遂開出勸喻5位超難加入的隊員加入啦啦隊。郝靜答應吳雅莉條件，勸喻5位超難加入的隊員加入……

## 播出時間

### 境外首播
| 頻道 | 所在地 | 播映日期      | 播出時間                   |
| ---- | ------ | ------------- | -------------------------- |
| KSCI | 美國   | 2006年2月10日 | 每週一至週五中午12：00播出 |

## 劇中人物

### 景文啦啦隊成員
| 演員   | 角色   | 關係／暱稱                           |
| 林依晨 | 吳雅莉 | 啦啦隊隊長                           |
| 賀軍翔 | 許流杉 | 前田徑隊成員 暱稱：芒果爽            |
| 張睿家 | 安佑乾 | 前合氣道成員 暱稱：安公子            |
| 顧瀚昀 | 李子威 | 前游泳校隊成員 暱稱：怪胎 喜歡吳雅莉 |
| 賴智煒 | 謝偉翔 | 暱稱：臭猴子                         |
| 陳德烈 | 鄭湘雲 | 前籃球隊成員 暱稱：喬丹 喜歡吳雅莉   |
| 鍾欣愉 | 段怡萱 | 啦啦隊副隊長 喜歡邵奎老師            |
| 何依霈 | 姚 瑤  |                                      |

### 景文高中教職員
| 演員   | 角色   | 關係／暱稱                                                                      |
| 林熙蕾 | 郝 靜  | 啦啦隊教練 郝美的姊姊                                                           |
| 林立雯 | 郝 美  | 國文老師 郝靜的妹妹 暗戀黎少凡 英文名：May                                      |
| 苗子傑 | 黎少凡 | 英文老師 郝靜的前男友                                                           |
| 林逸凡 | 邵 奎  | 數學老師 與段怡萱有段曖昧的感情 暱稱：小巴，劉鳴及黎少凡稱他為巴比 金媛萱的外甥 |
| 汪建民 | 劉 鳴  | 體育老師、訓育組長 喜歡郝美                                                     |
| 夏靖庭 | 林火旺 | 學校教官                                                                        |
| 徐華鳳 | 徐珮琪 | 學校教官 英文名：Peggy                                                          |
| 張 琴  | 金媛萱 | 景文高中校長                                                                    |

### 其他角色
| 演員     | 角色   | 關係／暱稱                      |
| 毛學維   | 郝國慶 | 郝靜、郝美的爸爸 暗戀徐珮琪教官 |
| 楊雅     | 凌 玟  | 翹家女，和許流杉在網咖認識的    |
| 陳怡嘉   | 溫曉嵐 | 毛哥的前女朋友                  |
| 鄺哲文   | 吳亞康 | 吳雅莉的弟弟                    |
| 郎祖筠   | 許太太 | 許流杉的媽媽                    |
| 司馬玉嬌 | 李太太 | 李子威的媽媽                    |
| 金 剛    | 阿 布  | 安佑乾的好朋友                  |
| 甄子維   | 江如華 | 江醫師，曉嵐的生母              |
| 吳聖康   | 康 總  | 溫泉會館的總監                  |
| 邱隆     | 毛 哥  | 綁架安佑乾和小巴老師的壞人      |
| 林嘉俐   | 姚太太 | 姚瑤的後母                      |

## 外部連結
- 七年級生官方網頁
- . 网易娱乐. 2003-05-16  [2008-06-07]. （原始内容存档于2009-01-08）.